# The Associates
The Associates (también conocidos como Associates)  fue una banda de post-punk escocesa, formada en Dundee en 1979 por el cantante Billy Mackenzie y el guitarrista Alan Rankine. El grupo ganó reconocimiento luego del lanzamiento de una versión no autorizada de la canción "Boys Keep Swinging" de David Bowie en 1979, lo que les valió un contrato discográfico con Fiction Records. Su álbum debut The Affectionate Punch de 1980 y su colección de sencillos Fourth Drawer Down de 1981 lograron excelentes críticas por parte de la prensa especializada.
Lograron éxito comercial en 1982 con el lanzamiento del álbum Sulk y los sencillos "Party Fears Two" y "Club Country", siendo asociados al movimiento emergente llamado New Pop. Rankine abandonó el grupo ese año. En 1993 ambos músicos tuvieron una breve reunión. Mackenzie falleció en 1997; Rankine falleció en 2023.

## Miembros
- Billy Mackenzie – voz (1979–1990, 1993)
- Alan Rankine – guitarra, teclados (1979–1982, 1993)
- John Sweeney – batería (1979–1980)
- John Murphy – batería (1980–1981)
- Michael Dempsey – bajo (1980–1982)
- Steve Goulding – batería (1982–1983)
- Martha Ladly – teclados, voz (1982-1986)
- Miffy Smith – teclados, saxofón (1983-1984)
- Martin Lowe – guitarra en vivo (1982)
- Ian McIntosh – guitarra en vivo (1982–1985)
- Steve Reid – guitarra (1982–1984)
- Roberto Soave – bajo (1983–1985)
- Jim Russell – batería (1984)
- Howard Hughes – teclados en vivo (1982–1990)
- Moritz Von Oswald – batería (1985-1990)

## Discografía

### Estudio
- The Affectionate Punch (1980)
- Fourth Drawer Down (1981)
- Sulk (1982) Reino Unido No. 10
- Perhaps (1985) Reino Unido No. 23, Holanda No. 29
- Wild and Lonely (1990) Reino Unido No. 71
- The Glamour Chase (2003)